# Гуркі-Станіславські
Гуркі-Станіславські (пол. Górki Stanisławskie) — село в Польщі, у гміні Бедльно Кутновського повіту Лодзинського воєводства.
У 1975-1998 роках село належало до Плоцького воєводства.